# Xenon (Komödiendichter)
Xenon (altgriechisch Ξένων Xenōn, lateinisch Xeno) war ein Komödiendichter, der im 3. Jahrhundert v. Chr. wirkte. Von seinen Werken ist nur ein Zitat von zwei Versen in der Schrift Über die Städte in Griechenland (altgriechisch Περὶ τῶν ἐν τῇ Ἐλλάδι πόλεων Peri tōn en tē Helladi poleōn) von Herakleides Kritikos überliefert. Der Titel der Komödie ist nicht bekannt. In den zwei zitierten Versen werden die Zöllner von Oropos verwünscht.